# ジェニー・トンプソン
ジェニファー・"ジェニー"・ベス・トンプソン（Jennifer ("Jenny") Beth Thompson、1973年2月26日 - ）は、アメリカ合衆国ニューハンプシャー州出身の女子競泳選手。

## 経歴
7歳のころから水泳を始め、1987年のパンアメリカン競技大会に14歳で代表になり、50m自由形と4×100mフリーリレーで金メダルを獲得する。
1992年のバルセロナオリンピック米国代表選考会の100m自由形で54秒48の世界記録を樹立して優勝候補の本命になるが、本番では銀メダルに終わる。フリーリレーとメドレーリレーでは金メダルを獲得した。
1996年のアトランタオリンピック米国代表選考会では個人種目全てに敗れ、リレー要員としての出場にとどまってしまう。本番ではリレー3種目で金メダルに貢献した。
1999年には100mバタフライで57秒88とメアリー・マーハーの持つ世界記録を18年ぶりに更新するが、2000年にオランダのインヘ・デブルーインに大幅に更新され、シドニーオリンピックではリレー3種目で金メダルを獲得したものの、個人種目では100m自由形で銅メダル、100mバタフライで5位に終わった。
31歳で最後の五輪となった2004年のアテネオリンピックではリレー2種目で銀メダル、100mバタフライ5位。50m自由形7位だった。
トンプソンは14歳から31歳まで、アメリカの自由形とバタフライのエースとして長く活躍し、世界水泳やパンパシフィック水泳の金メダルを量産した。だが、オリンピックではリレー種目でアメリカ女子最多の金メダル8個を獲得したものの、個人種目の金メダルは獲得できなかった。
スタンフォード大学を優秀な成績で卒業し、コロンビア大学の医学部に通いながら競技を続ける医大生スイマーとしても知られており、アテネ五輪で競技を引退した後2006年に医師となり、ボストンの病院で麻酔科医として勤務している。

## 自己ベスト
- 50m 自由形 : 25秒02 (2003年)
- 100m 自由形 : 54秒07 (2000年)
- 200m 自由形 : 1分59秒49 (2000年)
- 50m バタフライ : 26秒00 (2003年)
- 100m バタフライ : 57秒59 (2000年)